# Dorinel Munteanu
Dorinel Ionel Munteanu (født 25. juni 1968 i Grădinari, Rumænien) er en tidligere rumænsk fodboldspiller, der spillede som midtbanespiller hos en lang række europæiske klubber, samt for Rumæniens landshold. Af hans klubber kan blandt andet nævnes Dinamo Bukarest og Steaua Bukarest i hjemlandet, samt de tyske klubber 1. FC Köln og VfL Wolfsburg.

## Landshold
Munteanu nåede over en periode på hele 17 år, mellem 1991 og 2007 at spille 134 kampe for Rumæniens landshold, hvilket er rekord. Han deltog blandt andet ved både VM i 1994 og VM i 1998, samt ved EM i 1996 og EM i 2000. I de 134 kampe nåede han at score 16 mål.